# Sanghaj-Hungcsiaói nemzetközi repülőtér
A Sanghaj-Hungcsiaói nemzetközi repülőtér (IATA: SHA, ICAO: ZSSS) Sanghaj régi nemzetközi repülőtere, mely ma már főleg belföldi légijáratokat szolgál ki, nemzetközi forgalma elhanyagolható. Helyét a város új fő nemzetközi repülőtere, a Sanghaj-Putungi nemzetközi repülőtér vette át. Hub-repülőtere a China Eastern Airlines, a Shanghai Airlines, a Juneyao Airlines és a Spring Airlines légitársaságoknak. Forgalma alapján Kínában a 7., a világon a 45. legforgalmasabb repülőtér. 2016-ban több mint 40 millió utas fordult meg itt.
2011-ben a Hungcsiao repülőteret 22 légitársaság 82 különböző célponttal szolgálta ki.

## Közlekedés
A repülőteret több metróvonal és vasútvonal is érinti.

## Kifutópályák
A reptérnek két kifutópályája van:
- 18L/36R, 3200 m hosszúságú, aszfalt burkolat,
- 18R/36L, 2700 m hosszúságú, beton burkolat.

## Forgalom
Az utasforgalom az elmúlt években az alábbi módon változott:
| Utasok száma | 12 139 462 | 9 692 386 | 17 797 365 | 22 877 404 | 31 298 812 | 35 599 643 | 39 090 865 | 43 628 004 | 31 165 641 | 42 492 745 |
|              | 2000       | 2003      | 2005       | 2008       | 2010       | 2013       | 2015       | 2018       | 2020       | 2023       |